# 小維德施泰因山

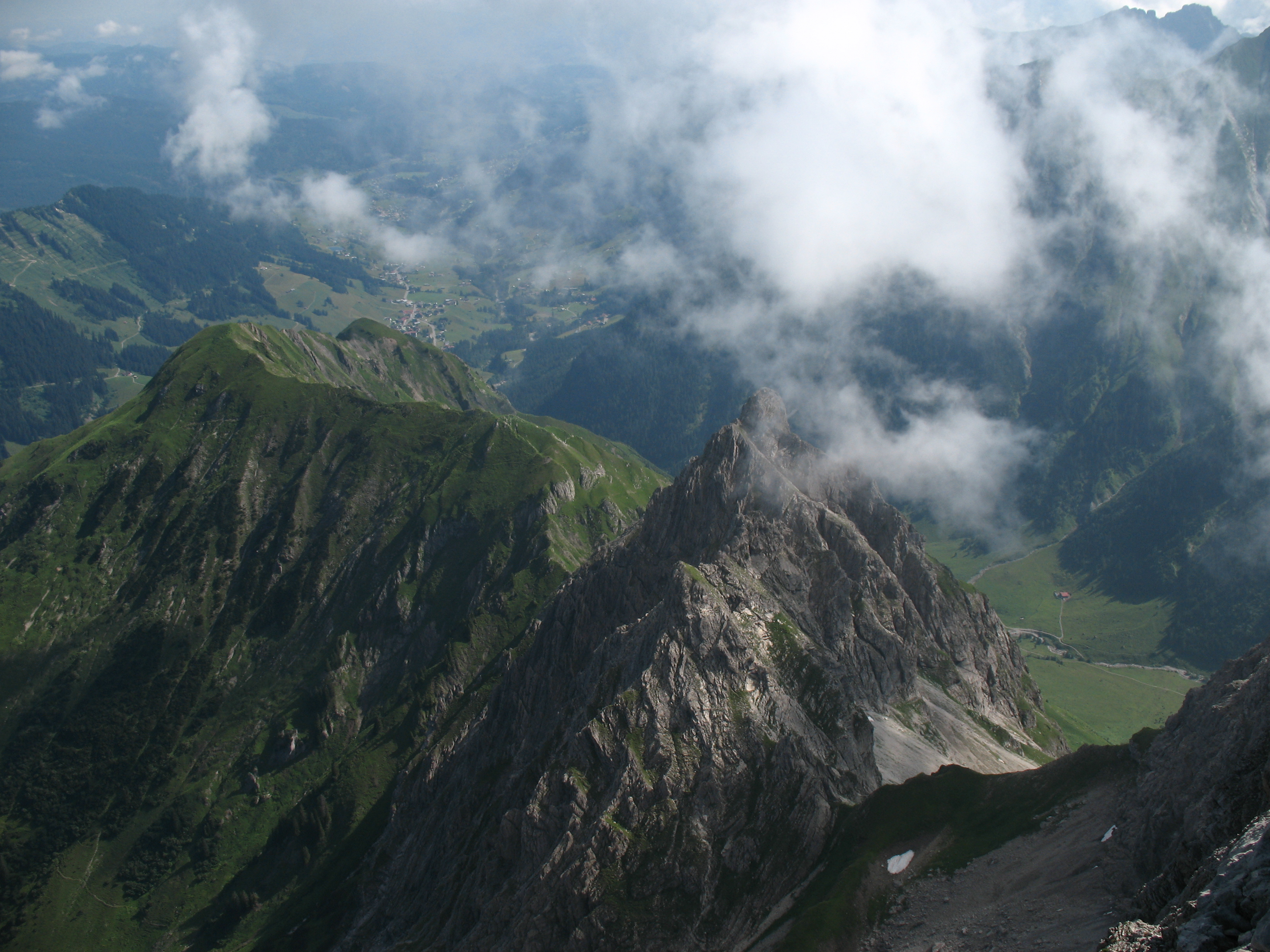

47°17′27″N 10°8′12″E / 47.29083°N 10.13667°E
小維德施泰因山（德語：Kleiner Widderstein），是奧地利的山峰，位於該國西部，由福拉爾貝格州負責管轄，屬於阿爾高阿爾卑斯山脈的一部分，距離大維德施泰因山0.5公里，海拔高度2,236米。